# Посёлок пансионата «Весна»
Посёлок пансионата «Весна» — населённый пункт в Туаспинском районе Краснодарского края России.
Входит в состав Шепсинского сельского поселения.

## История
Посёлок Весна (или посёлок пансионата отдыха «Весна») Шепсинского сельского Совета зарегистрирован в списках населённых пунктов решением Краснодарского крайисполкома от 15 ноября 1977 года.
На 1 января 1987 года в посёлке «Весна» проживало 215 человек.
По данным ЦСУ на 1 января 1999 года в посёлке проживало 123 человека.
На данный момент санаторий частично заброшен

## Население
| 2002 | 2010 |
| ---- | ---- |
| 164  | ↘133 |

## Улицы
- почтовое отделение Весна.